# Catogenus longicornis
Catogenus longicornis là một loài bọ cánh cứng trong họ Passandridae. Loài này được Grouvelle miêu tả khoa học năm 1874.